# 马鲁·特费里
马鲁·特费里（英語：Maru Teferi，1992年8月17日—），埃塞俄比亚、以色列田径运动员，2022年欧洲田径锦标赛男子马拉松银牌得主、2023年世界田径锦标赛男子马拉松银牌得主。